# Novoe (Oblast' autonoma ebraica)
Novoe (in lingua russa Новое) è un centro abitato dell'Oblast' autonoma ebraica, situato nel Leninskij rajon.